# Tragocephala viridipes
Tragocephala viridipes là một loài bọ cánh cứng trong họ Cerambycidae.